# Sigel, Quận Chippewa, Wisconsin
Sigel là một thị trấn thuộc quận Chippewa, tiểu bang Wisconsin, Hoa Kỳ. Năm 2010, dân số của thị trấn này là 1.008 người.